# Daszyna
Daszyna – wieś w Polsce położona w województwie łódzkim, w powiecie łęczyckim, w gminie Daszyna.
W latach 1954–1972 wieś należała i była siedzibą władz gromady Daszyna. W latach 1975–1998 miejscowość administracyjnie należała do województwa płockiego.
Przez wieś prowadzi droga krajowa 91.
Miejscowość jest siedzibą gminy Daszyna.
Wierni Kościoła rzymskokatolickiego należą do parafii św. Jana Chrzciciela w Mazewie, a wierni Kościoła Starokatolickiego Mariawitów do parafii św. Mateusza Apostoła i Ewangelisty i św. Rocha Wyznawcy w Nowej Sobótce. 
W miejscowości był przystanek kolei wąskotorowej Daszyna.

## Zabytki
Według rejestru zabytków Narodowego Instytutu Dziedzictwa na listę zabytków wpisane są obiekty:
- zespół dworski, poł. XIX, XX, nr rej.: 438 z 6.02.1978:
  - dwór, drewniany
  - park
- układ komunikacyjny kolejki wąskotorowej – Krośniewicka Kolej Dojazdowa.